# 에이미 폴러
에이미 메러디스 폴러(영어: Amy Meredith Poehler, 1971년 9월 16일 ~ )는 미국의 배우, 성우이다.

## 출연 작품
- 와인 컨트리 - 애비 역
- 인사이드 아웃 - 기쁨 역
- 인사이드 아웃 2 - 기쁨 역